# 錢澍 (正統進士)
錢澍（1414年—？），字民望，直隸鎮江府金壇縣人，民籍。明朝政治人物。進士出身。

## 生平
應天府鄉試第四十六名。正統十三年（1448年）戊辰科會試第三十三名，殿試登進士第二甲第十二名，除兵科給事中，歷戶科，陞長沙府知府，仕終遼東苑馬寺卿。

## 家族
曾祖父錢友山。祖父錢禎。父亲錢可舉。